# Мухаммед Джахан Пехлеван
Мухаммед Джахан Пехлеван (полное имя Джахан Пахлаван Шамс ад-Дунийа ва-д-Дин Абу Джафар Мухаммад ибн Ильдениз, известный также как Нусрат ад-Дин Джахан Пехлаван) — Великий Атабек Азербайджана с (1175—1186) из династии Ильдегизидов. Джахан Пехлеван был атабеком (фактическим правителем Западно-Сельджукского султаната) сельджукского Султана Тогрула III (1176—1194). При его правлении Государство Ильдегизидов достигло наибольшего могущества, по его имени династию Ильдегизидов также называют Пехлеванидами.

## Приход к власти и правление
После прихода к власти Мухаммед Джахан Пехлеван перенес столицу государства из Нахичевани в Хамадан. Он освободил Тебриз от Ахсунгуридов сломил сопротивление Сельджукских эмиров и усилил центральную власть. В период правление Мухаммеда Джахана Пехлевана Азербайджаном правил его младший брат будущий правитель Государства Атабеков Кызыл-Арслан. Мухаммед Джахан Пехлеван также был атабеком своих племянников будущих правителей Государства Атабеков Абу Бакра и Узбека.
Резиденция Правителя Иранского Азербайджана Кызыл-Арслана находился в Тебризе. И таким образом Тебриз вновь стал экономическим и политическим центром государства Атабеков Азербайджана. Мухаммед Джахан Пехлеван во всех отраслях назначил на важные государственные посты своих родственников и тем ещё более усилил центральную власть.

## Армия и военные победы

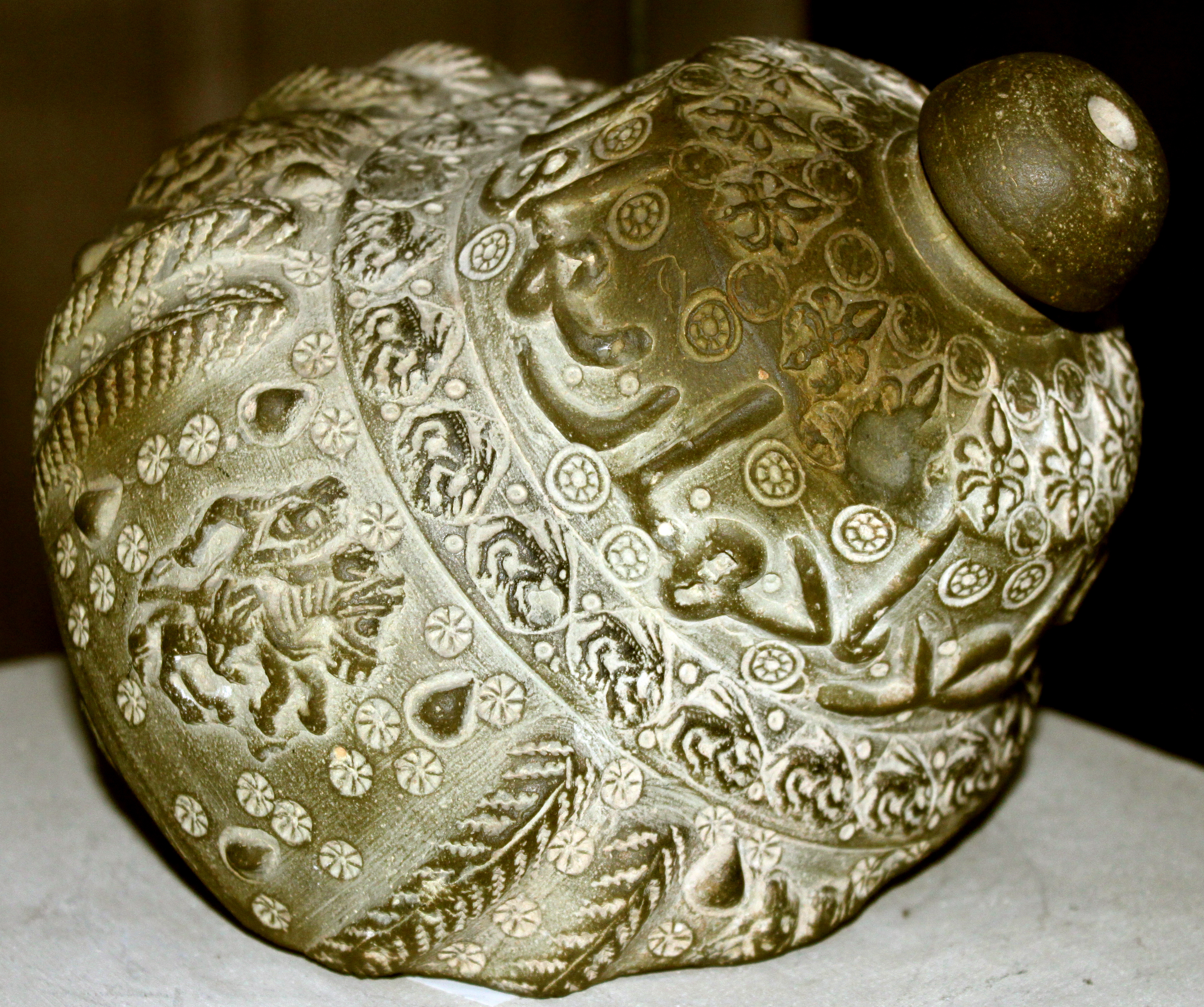
Глиняная посуда с именем Мухаммеда Джахана Пехлевана, найденная на территории Старой Ганджи. Гянджинский историко-краеведческий музей (Гянджа)

Мухаммед Джахан Пехлеван обладал регулярной 50 тысячной конницей. Он не раз побеждал грузинских феодалов, стремившихся захватить западные земли Иранского Азербайджана. В результате мудрой политики Мухаммеда Джахана Пехлевана даже аббасидские халифы побаивались вмешиваться во внутренние дела государства. 
К концу жизни Мухаммеда Джахана Пехлевана он поделил территорию государства Атабеков между своими сыновьями.

## Убийство Арслан Шаха
Но ещё по дороге в Зенджане Султан внезапно заболел, а когда болезнь усилилась, султан почувствовал что умирает и приказал отвезти его в Хамадан, тут он женился на дочке местного рейиса Саййида Фахр Ад-дина Ала Ад-даула Араб-Шаха. Султан пригласил к себе Джахана Пехлевана, помирился с ним и передал ему управление государством. Историк Имад ад-дин аль-Исфахани писал, что Арслан Шаха отравили по приказу Мухаммеда Джахана Пехлевана ибо считал, что его существования не было полезно государству. Многие сомневались в этом, но потом когда провалился заговор против Тогрула III во время допроса один из заговорщиков таштдар Кутлуг признался, что «Ала ад Даула (Рейис Хамадана на дочери которого был женат сам Арслан Шах) с согласия Атабека Мухаммеда дал мне 10 000 динаров и я принёс в баню к султану отравленный шербет»